# شيشاوان (ديزجرود الغربي)
شیشاوان (بالفارسية: شیشوان) هي قرية تقع في إيران في أذربيجان الشرقية. يقدر عدد سكانها بـ 3,074 نسمة .